# Skalice (Znojmói járás)
Skalice település Csehországban, a Znojmói járásban. Skalice Trstěnice, Dobelice, Džbánice, Hostěradice és Morašice településekkel határos. Lakosainak száma 523 fő (2024. január 1.).

## Népesség
A település lakosságának változását az alábbi diagram mutatja:
| Lakosok száma | 477  | 522  | 573  | 539  | 581  | 549  | 514  | 512  | 514  | 523  |
|               | 1869 | 1890 | 1921 | 1950 | 1980 | 2001 | 2017 | 2019 | 2022 | 2024 |